# Schwarze im Mormonentum
Von der Mitte der 1800er Jahre bis 1978 vertrat die Kirche Jesu Christi der Heiligen der Letzten Tage die Position, dass Männer mit afrikanischer Abstammung das Priestertum nicht erhalten durften.:213 Schwarzen Mitgliedern war es auch nicht erlaubt, an den meisten Tempelzeremonien teilzunehmen.:198 Diese Glaubensansichten beeinflussten die Ansichten der Bürgerrechte.:75 Unter dem ersten Präsidenten der Kirche Jesu Christi, Joseph Smith, wurden schwarze Mitglieder zum Priesteramt in der Kirche ordiniert. Diese Praxis wurde unter dem zweiten Präsidenten, Brigham Young, im Jahr 1852 abgeändert. In den meisten anderen mormonischen Kirchen wie zum Beispiel der Gemeinschaft Christi war eine Priesterumsordinierung für schwarze Mitglieder weiterhin möglich. Nach der Ermordung Joseph Smiths und der Ankunft der Mitglieder im Salzseetal in Utah lehrte Brigham Young, dass Schwarze kein Wahlrecht haben sollten, dass sie keine öffentlichen Ämter ausführen dürften und dass Gott Mischehen verbieten würde.:39 Diese Ansichten wurden von den Gegnern der Sklaverei zu dieser Zeit kritisiert. Brigham Young lehrte jedoch auch, dass die Priestertumseinschränkung eines Tages aufgehoben werden würde.:66 Brigham Young hatte eine wichtige Funktion bei der kurzzeitigen Legalisierung der Sklaverei im Utah-Territorium und begründete dies mitunter mit dem Priestertumsverbot. Obwohl die Mitgliedschaft allen Ethnien offenstand, schlossen sich bis 1978 nur wenige Schwarze der Kirche Jesu Christi an. Auch von der Bürgerrechtsbewegung wurden die Ansichten der Kirche Jesu Christi kaum bemerkt und deshalb nicht herausgefordert. Mit Beginn der 1960er Jahre wurde die Position der Kirche Jesu Christi zunehmend kritisch gesehen. Bei einem Versuch, das Verbot aufzuheben, stimmten jedoch nicht alle Mitglieder der Ersten Präsidentschaft und des Kollegiums der Zwölf Apostel einer Änderung zu, sodass die damalige Position der Kirche beibehalten wurde.:64 Im Jahr 1978 erklärte die Kirche Jesu Christi unter ihrem damaligen Präsidenten, Spencer W. Kimball, dass eine Offenbarung zum Priestertum empfangen und die Einschränkung von afrikanischen Mitgliedern hinsichtlich der Ordinierung zum Priesteramt aufgehoben wurde. Gleichzeitig wurden die Segnungen des Tempels allen würdigen Mitgliedern der Kirche, Männern wie Frauen, zugänglich gemacht.
Im Jahr 1997 gab es circa 500.000 schwarze Mitglieder in der Kirche Jesu Christi. Dies entspricht einem Anteil von 5 Prozent. Bis ins Jahr 2008 ist die Anzahl der schwarzen Mitglieder weltweit auf eine Million angestiegen.

## In den heiligen Schriften des Mormonentums

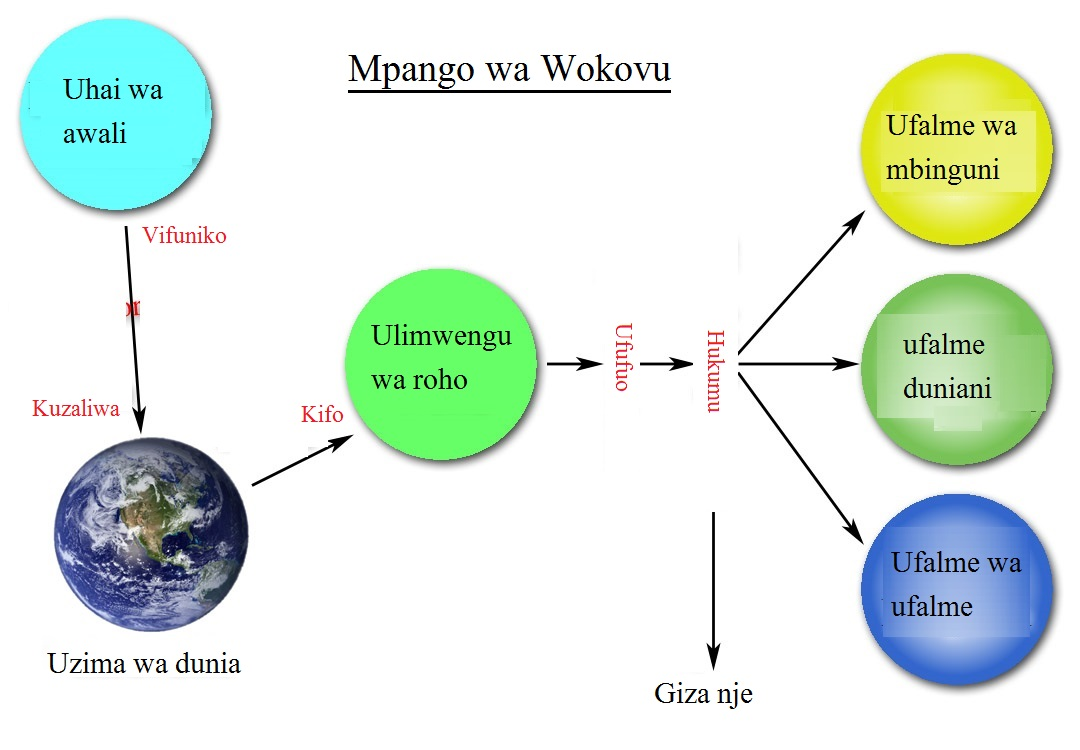
Der Plan der Erlösung in Swahili.

Das Buch Mormon berichtet, dass bereits kurze Zeit nach der Ankunft der Einwanderer aus Jerusalem auf dem amerikanischen Kontinent, eine abtrünnige Gruppe, die Lamaniten, eine dunkle Hautfarbe angenommen hätte. Die ungläubigen Lamaniten seien wegen ihres Übeltuns von der Gegenwart Gottes abgeschnitten und ein träges Volk geworden. Als Zeichen ihres Unglaubens seien sie mit einer dunklen Haut verflucht worden. Die dunkle Hautfarbe sollte verhindern, dass sich die Nachkommen der beiden Gruppen vermischten. Das Buch Mormon berichtet auch davon, dass sich viele Lamaniten später wieder zu Gott bekehrten, teilweise rechtschaffener lebten als die andere Gruppe und wieder von Gott angenommen wurden. Dabei erwähnt das Buch Mormon, dass einige Lamaniten, die den Glauben angenommen und sich wieder mit den rechtschaffenen Nephiten vereinigt hätten, erneut eine helle Haut bekommen hätten. Ungeachtet dessen besteht eine zentrale Lehre des Buches Mormon darin, dass alle Menschen – unabhängig von ihrer Hautfarbe – von Gott angenommen werden. Das Buch Mormon erklärt ebenso, dass es ein Gebot bzw. der Wille Gottes ist, dass die Lamaniten nicht wegen ihrer dunklen Hautfarbe geschmäht werden. Anzustreben ist laut dem Buch Mormon eine Gesellschaft, in der untereinander Einigkeit herrscht, Neid und Streit vermieden wird und es trennende Bezeichnungen wie „Lamaniten oder sonst irgendwelche -iten“ nicht gibt. Die Kirche Jesu Christi vertritt heute die Ansicht, dass es zwar keine eindeutigen Informationen über Mischehen oder genetische Vermischung zwischen den Völkern des Buches Mormon oder ihren Nachkommen und anderen Bewohnern des alten Amerika im Buch Mormon gibt, dass aber davon auszugehen ist, dass in dem Zeitraum, der vom Text des Buches abgedeckt wird, eine gewisse Vermischung stattgefunden hat und genetische Veränderungen darauf zurückzuführen sind. Die Kirche Jesu Christ erklärt heute, dass das Buch Mormon nur eine kurze Sequenz der Geschichte einiger amerikanischer Urbevölkerungen beschreibt. Die Völker im Buch Mormon können den Ahnen der amerikanischen Urbevölkerung zugezählt werden, stellen aber nicht deren einzige Vorfahren dar.
Die im Buch Mormon wichtigen Propheten und Geschichtsschreiber Mormon und Moroni gehörten zu dem Volk der Nephiten. Dieses Volk wurde von den Lamaniten vernichtet, nach dem Buch Mormon.

## Vor 1847

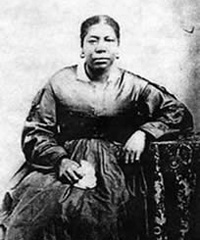
Jane Manning war ein frühes afroamerikanisches Mitglied in Joseph Smiths Haushalt in Nauvoo und folgte später Brigham Young ins Utah-Territorium. Sie fragte die Kirchenführung, ob sie das Endowment bekommen dürfe, aber es wurde ihr wegen des Verbots mehrmals verweigert.

Während der ersten Jahre des Mormonentums wurden Männer mit afrikanischer Abstammung zum Priestertum ordiniert. Bekannt ist, dass in der Anfangszeit der Kirche zwei schwarze Männer, Elijah Abel und Walker Lewis, zum Priesteramt ordiniert wurden und der damalige Prophet der Kirche, Joseph Smith, von der Priestertumsübertragung in Kenntnis gesetzt wurde. Dokumentiert ist zudem, dass Joseph Smith ab dem Jahr 1842 öffentlich gegen die Sklaverei predigte.

## Lehren betreffend schwarzer Personen vor 1978

### Schwarze und das Vorherdasein
Einige Mormonen versuchten vor 1978 das Priestertumsverbot damit zu begründen, dass Schwarze im voridischen Dasein nicht so glaubenstreu und tapfer waren. Joseph Fielding Smith schrieb zum Beispiel: „Nach der Lehre der Kirche waren die Schwarzen als Seele – also im Vorherdasein, in einem Zustand des Unglaubens. Sie waren deshalb nicht würdig. Sie durften geboren werden, bekamen aber nicht die Segnungen des Priestertums.“ Smith gab an, dass sich einige Seelen bei der Verbannung Luzifers aus der Gegenwart Gottes, weniger tapfer zeigten. Smith hob jedoch hervor, dass es sich dabei nur um eine persönliche Meinung seinerseits handelte. Nach 1978 wurde die Ansicht, dass sich Schwarze im Vorherdasein weniger tapfer zeigten, seitens der Kirche und insbesondere von dem Apostel Jeffrey R. Holland als nicht richtig bezeichnet und verurteilt.

### Lehren zum Status der Schwarzen im Jenseits
Im Mormonentum gibt es verschiedene Reiche der Herrlichkeit. Zur Erlangung des höchsten Reiches ist unter anderem eine Siegelung im Tempel erforderlich. Diese im Tempel geschlossenen Ehen wurden schwarzen Mitgliedern vor dem Jahr 1978 verwehrt. Einige interpretierten dies so, dass Schwarze nicht alle Segnungen der höchsten Herrlichkeit erhalten und im Jenseits nur die Rolle eines dienenden Engels einnehmen werden. Im Jahr 1954 gab der Apostel Mark E. Petersen bei einem Studentenvortrag an der Brigham Young University unter anderem an, dass schwarze Mitglieder in das höchste Reich kommen werden, aber nur als Diener. Ähnlich äußerte sich der Apostel George F. Richards während einer Rede bei einer Generalkonferenz im Jahr 1939.
Zahlreiche Kirchenführer, inklusive Joseph Smith, Brigham Young, Wilford Woodruff, George Albert Smith, David O. McKay, Joseph Fielding Smith und Harold B. Lee lehrten jedoch, dass die schwarzen Mitglieder ebenso die höchste Herrlichkeit mit allen Segnungen ererben werden.

### Fluch von Kain und Ham

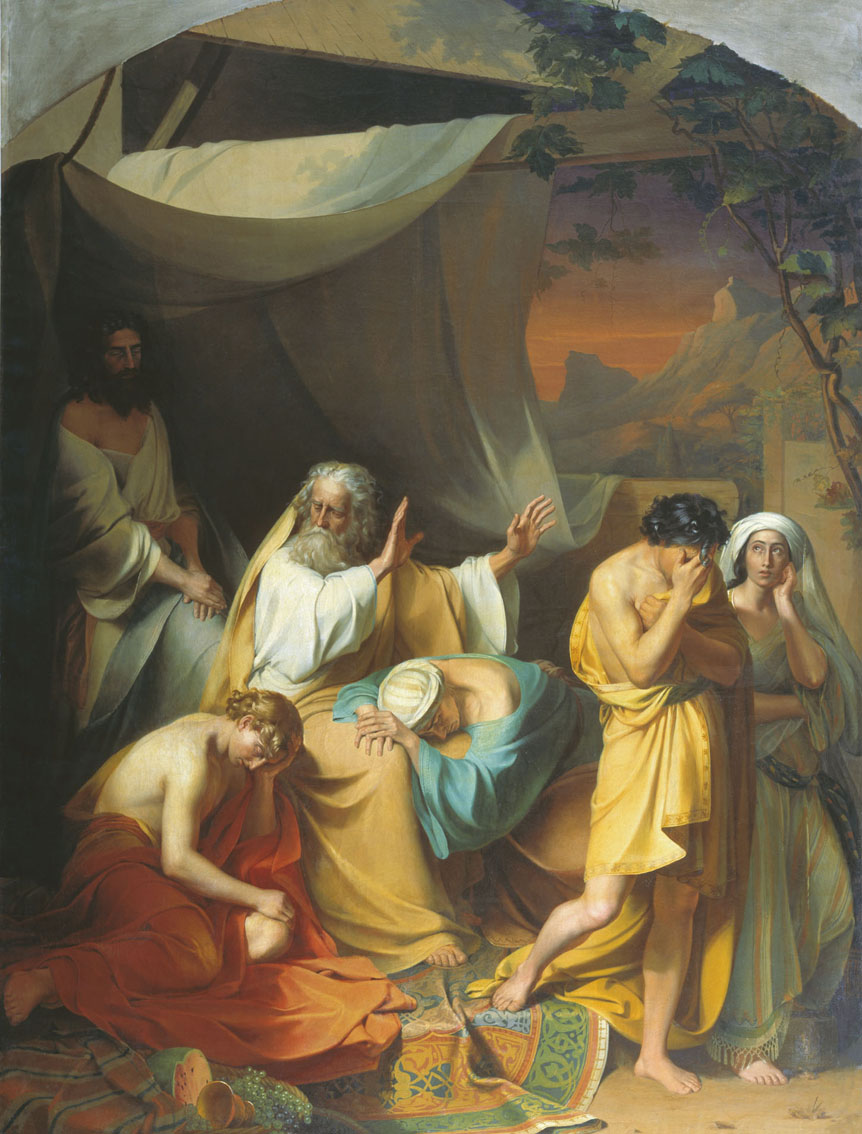
Joseph Smith und Brigham Young lehrten, dass Schwarze unter dem Fluch des Ham waren.

Nach der Bibel ermordete Kain seinen Bruder Abel (Gen 4,8–15 ). Dafür bestrafte Gott ihn mit einem Zeichen. Die Art des Zeichens wird in der Bibel nicht genannt. In einer anderen biblischen Erzählung sieht Ham seinen Vater Noah betrunken und nackt in seinem Zelt. Noah verflucht den Sohn von Ham, Kanaan, ein „Diener der Diener“ (Gen 9,20–27 ) zu sein. Wie viele damaligen Zeitgenossen vermuteten die Mormonen im 19. Jahrhundert, dass die Schwarzen das Zeichen Kains – die „schwarze Haut“ – erhalten haben und damit der Fluch des Ham, ein „Diener der Diener“ zu sein, auf ihnen lasten würde. Dazu steht in einer Heiligen Schrift des Mormonentums, dem Buch Mose, dass die „Nachfahren des Kain schwarz waren“ (Buch Mose 7:22). Das Buch Mose berichtet auch von Kanaanitern, die schwarz waren (Buch Mose 7:8). In dem im Jahr 1842 veröffentlichten Buch Abraham heißt es weiter, dass der Pharao ein Nachfahre Hams war und deshalb kein Recht auf das Priestertum hatte (Buch Abraham 1:27).
Sowohl Joseph Smith als auch Brigham Young verwiesen zeitweise auf diese biblischen Ereignisse, um die Ausübung von Sklaverei zu rechtfertigen. Ab der Präsidentschaftskandidatur im Jahr 1842 sprach sich Joseph Smith gegen die Sklaverei aus. Brigham Young nutzte diese Stellen, um das Priestertumsverbot zu begründen, Schwarzen das Wahlrecht zu verwehren und Mischehen zu verbieten.

## Sklaverei
Die ersten bekannten Sklaven kamen in das Utah-Territorium mit der Gemeinschaft aus Mississippi. Einer der ersten drei Sklaven hieß Green Flake. Es wird angenommen, dass er Eigentum der Kirche war. Weitere Sklaven kamen mit späteren Kompanien von Mitgliedern. Im Jahr 1850 gab es ca. 100 Schwarze, von denen die Mehrheit Sklaven waren. Es gibt Erzählungen von einigen Sklaven, die im Zuge der Wanderung in den Westen flüchten konnten.:39 Auch nach der Ankunft der Pioniere in Utah wurden Sklaven ge- und verkauft. Einige prominente Kirchenmitglieder verfügten über Sklaven.:33 Die Kirchenmitglieder benutzten ihre Sklaven teilweise als Zehnt. Sie verliehen oder übergaben Sklaven auch der Kirche.:34 Brigham Young und Heber C. Kimball benutzten ihre Sklaven als Zehnt und gaben ihnen danach die Freiheit.:52 Die Kirche war dagegen, dass Sklaven von ihren Herren flüchteten.:268

### Erklärungen von Kirchenführern
Im Jahr 1835 veröffentlichte die Kirche eine offizielle Erklärung, in der sie angab, sich nicht in die Sklavenfrage einzumischen. Ein indirekter Verweis dazu findet sich in dem Buch Lehre und Bündnisse (Sektion 134, Vers 12). Joseph Smith änderte seine Position im Jahr 1842 und lehnte öffentlich die Sklaverei ab, als er für das Präsidentenamt der USA kandidierte.:19:76 Im Jahr 1851 veröffentlichte der Apostel Orson Hyde eine Erklärung, in der bekräftigt wurde, dass die Kirche ihren neutralen Standpunkt beibehält.:2
Brigham Young lehrte vor der Abschaffung der Sklaverei durch den Kongress der Vereinigten Staaten, dass es sich dabei um eine göttliche Institution handelte.:40

### Im Utah-Territorium
Im Jahr 1850 trat Kalifornien als freier Staat der Union bei. Dem Bundesstaat Utah wurde erlaubt, eine eigene Lösung für die Sklavenfrage zu finden. Brigham Young hielt vor den Parlamentariern von Utah eine Rede und setzte sich für die Sklaverei ein. Er begründete dies damit, dass die Mitglieder, wenn sie an die Bibel und an das Priestertum glauben, auch an die Sklaverei glauben müssen. Nach dieser Rede stimmten die Parlamentarier von Utah für die Einführung der Sklaverei.
Utah war der einzige westliche Staat in den Vereinigten Staaten, in dem Sklaverei erlaubt war. Im amerikanischen Bürgerkrieg war Utah auf der Seite der Union. Die Sklaverei endete im Jahr 1862, als der Kongress der Vereinigten Staaten dafür stimmte, sie abzuschaffen.

## Mischehen

Staaten der USA mit dem Datum ihres Verbots von Anti-Mischehen-Gesetzen:
Keine Gesetze beschlossen
Aufgehoben bevor dem Jahr 1887
Aufgehoben von 1948 bis 1967
Aufgehoben am 12. Juni 1967

Joseph Smith war gegen Mischehen. In Nauvoo (Illinois) war es verboten, dass Schwarze Weiße heirateten. Brigham Young war ebenfalls gegen Mischehen.:43:54 Während des 19. Jahrhunderts wurde im Parlament von Utah ein Gesetz erlassen, das Strafen für Beziehungen zwischen Schwarzen und Weißen vorsah. Der frühere Apostel Mark E. Petersen äußerte sich im Jahr 1954 negativ zu dem Thema Mischehen. Im Jahr 1965 gab der damalige Apostel Spencer W. Kimball einen kritischen Kommentar zum Thema Mischehen ab.

## Situation nach der Offenbarung von 1978
| Thema                                                                                   | Mormonen | Nicht Mormonen |
| --------------------------------------------------------------------------------------- | -------- | -------------- |
| Wollen sie eine farbige Person als Nachbarn?                                            | 57,1 %   | 71,8 %         |
| Wollen sie eine farbige Person im gleichen Haus?                                        | 30,4 %   | 47,1 %         |
| Wollen sie das Recht haben, nicht mit einer farbigen Person benachbart zu sein?         | 18,5 %   | 24,6 %         |
| Sind sie damit einverstanden, dass ihr Kind einen Farbigen zum Essen einlädt?           | 79,7 %   | 74,4 %         |
| Würden sie einen farbigen Freund zum Essen einladen?                                    | 28,6 %   | 30,0 %         |
| Würden sie in einem religiösen Beruf mit einem Farbigen zusammenarbeiten?               | 41,0 %   | 41,9 %         |
| Sind sie mit Mischehen einverstanden?                                                   | 17,9 %   | 23,8 %         |
| Sind sie damit einverstanden, den Einkauf wegen der Farbe des Verkäufers zu verweigern? | 50,0 %   | 50,7 %         |
| Sie sie mit einem schwarzen Präsidenten einverstanden?                                  | 88,1 %   | 81,7 %         |
| Sind sie einverstanden, dass Schwarze und Weiße die gleiche Schule besuchen?            | 93,6 %   | 87,5 %         |
| aus dem Buch von N. G. Bringhurst und D. T. Smith (extrait)                             |          |                |

Bei der Generalkonferenz im Oktober 1978 erklärte die Kirche Jesu Christi unter ihrem damaligen Präsidenten, Spencer W. Kimball, dass eine Offenbarung zum Priestertum empfangen und die Einschränkung von afrikanischen Mitgliedern hinsichtlich der Ordinierung zum Priesteramt aufgehoben wurde. Gleichzeitig wurde bekannt gemacht, dass nun die Segnungen des Tempels allen würdigen Mitgliedern der Kirche Jesu Christi, Männern wie Frauen, zugänglich sind.

### Stellungnahmen seitens der Kirchenführung
Nach der Aufhebung der Priestertumseinschränkung machte der Apostel Bruce R. McConkie folgende Aussage: „Vergesst alles, was ich gesagt habe, oder was … Brigham Young … oder wer auch immer gesagt hat … was der gegenwärtigen Offenbarung widerspricht. Wir redeten mit einem eingeschränkten Verständnis und ohne das Licht und die Erkenntnis, welche jetzt in die Welt gekommen ist. Wir bekommen unsere Wahrheit Zeile um Zeile und Gebot um Gebot. Wir haben jetzt eine neue Flut an Intelligenz und Licht zu diesem Thema bekommen und es löscht alle Dunkelheit und alle Ansichten und alle Gedanken der Vergangenheit aus. Sie bedeuten nichts mehr … Es macht nicht den kleinsten Unterschied, was irgendwer jemals über das Afrikaner-Thema vor dem ersten Juni-Tag in diesem Jahr sagte.“
In den letzten Jahren hat die Kirche Jesu Christi die einstmals kursierenden Theorien mehrmals zurückgewiesen, wonach schwarze Haut ein Zeichen göttlicher Ungnade oder eines Fluchs sei oder dass sie Taten im vorirdischen Leben widerspiegle; dass Mischehen eine Sünde seien oder dass Schwarze oder Menschen, die einer anderen Rasse oder Ethnie angehören, anderen gegenüber in irgendeiner Weise minderwertig seien. Die Kirche Jesu Christi erkennt eine Kernaufgabe darin, dass sich die Führer der Kirche unmissverständlich gegen allen Rassismus in der Vergangenheit und in der Gegenwart aussprechen, in welcher Form er sich auch darstellen mag.

### Vorfälle von Diskriminierung nach der Offenbarung von 1978
Der mormonische Historiker Wayne J. Embry interviewte mehrere schwarze Mormonen im Jahr 1987 und berichtete „Alle Interviewten berichteten Vorfälle von Unnahbarkeit von Weißen, die abgeneigt waren und sich weigerten, ihre Hände zu schütteln und sie rassistisch beleidigten“. Embry berichtete ebenfalls dass ein schwarzes Mitglied „unglaublich ausdauernd im Besuchen des Gottesdienstes war, für einen Zeitraum von 3 Jahren. Während dieser Zeit sprach niemand mit ihr“. Er berichtete weiter „dieses schwarze Mitglied musste den Präsidenten der HLT-Kirche fragen, wie man getauft wird“ da keiner in ihrer Gemeinde es ihr erzählen wollte.:371
Das schwarze Mitglied der Kirche Jesu Christi Darron Smith schrieb im Jahr 2003: „Obwohl das Priestertumsverbot im Jahr 1978 aufgehoben wurde, ist der Diskurs, was Schwarzsein bedeutet, heute noch sehr aktiv. Unter der Führung von Präsident Spencer W. Kimball, der Ersten Präsidentschaft und den Zwölf, wurde die Politik verändert, die Schwarzen das Priestertum verwehrte. Aber es wurde sehr wenig getan, um die Diskurse zu stören, die zuerst zu dieser Politik führten. Deshalb gibt es Kirchenmitglieder, die heutzutage auf jeder Führungsebene lehren, dass Schwarze Nachfahren von Kain sind, dass sie weniger Privilegien im Erdenleben verdienen, weil sie neutral beim Höllensturz waren, und dass sie, trotz wissenschaftlicher und klimatischer Faktoren, eine Verbindung zwischen Hautfarbe und Rechtschaffenheit machen.“

## Schwarze Mitglieder
Die Kirche Jesu Christi hat niemals offizielle Statistiken zu den Ethnien ihrer Mitglieder geführt. Schwarze waren Mitglieder der Kirche Jesu Christi seit ihrer Gründung. Es wird angenommen, dass es im Jahr 1964 ungefähr 300 bis 400 schwarze Mormonen gab. Im Jahr 1997 gab es circa 500.000 schwarze Mitglieder in der Kirche, was einem Anteil von 5 Prozent entspricht. Seitdem ist die Anzahl der schwarzen Mormonen besonders in Westafrika ständig gewachsen. Im Jahr 2008 ist die Anzahl der schwarzen Mitglieder weltweit auf eine Million angestiegen.
Über das Wachstum der Kirche Jesu Christi in Afrika berichtete der Professor Philip Jenkins im Jahr 2009, dass dies langsamer sei als von anderen Kirchen. Er nannte dafür eine Reihe von Gründen, darunter auch das frühere Priestertumsverbot.:2,12
Ab dem Jahre 2010 gab es ein Wachstum von 10 Prozent in Westafrika und ungefähr zur selben Zeit waren die Hälfte aller Konvertiten in Europa Einwanderer aus Afrika.
In der Elfenbeinküste wuchs die Kirche Jesu Christi von einer Familie im Jahr 1984 auf 40.000 Mitglieder im Jahr 2017.
Im Jahr 2017 wurde für Afrika der achte Tempel angekündigt. Die Tempel in Afrika befinden sich teilweise bereits in Betrieb oder werden gerade gebaut.

### Berühmte Mitglieder
- Joseph Freeman (Mormone)
- Gladys Knight
- Mia Love
- Helvécio Martins
- Genesis Group

## Kooperation mit NAACP
Im Jahr 2017 begann eine Kooperation der Kirche mit der National Association for the Advancement of Colored People. Diese Kooperation erhielt die Unterstützung von Jeffrey R. Holland. Im Jahr 2018 wurde ein gemeinsames Projekt gestartet. Im Jahr 2019 sprach Russell M. Nelson auf einer Konferenz von NAACP.

## Positionen anderer Kirchen im Mormonentum

### Gemeinschaft Christi
Joseph Smith III, der Gründer der Gemeinschaft Christi, war ein entschiedener Gegner der Sklaverei und Anhänger von Owen Lovejoy und Abraham Lincoln. Er wurde Mitglied der Republikanischen Partei und setzt sich für die Freilassung der Sklaven ein. Er hatte jedoch die Position, dass Weiße den Schwarzen überlegen waren.
Das Priestertum war immer allen Ethnien offen und die Gemeinschaft Christi lehnt das Buch Köstliche Perle als heilige Schrift ab.

### Fundamentalistische Kirche Jesu Christi der Heiligen der Letzten Tage
Die Fundamentalistische Kirche Jesu Christi der Heiligen der Letzten Tage, mit ihrem Propheten Warren Jeffs, ist als rassistische Hassgruppe bekannt.

### Bickertoniten
Die Kirche Jesu Christi (Bickertoniten) war schon seit ihrer Gründung im Jahr 1862 für die volle Integration und Teilhabe aller Ethnien in der Kirche. Im Jahr 1905 entließ sie einen Ältesten wegen seiner Opposition gegen die volle Teilhabe aller Menschen.

## Bibliographie

### Akademische Werke
- Newell G. Bringhurst, Darron T. Smith: Black and Mormon. University of Illinois Press, 2004, ISBN 0252073568 (172 Seiten, englisch).
- Lester E. Bush:[92] Mormonism’s Negro Doctrine: An Historical Overview. Dialogue, 1973 (englisch).
- Armand L. Mauss,[93] Lester E. Bush:[92] Neither White nor Black. Signature Books, 1984, ISBN 0941214222 (260 Seiten, englisch).
- James B. Allen:[94] Would-Be Saints: West Africa before the 1978 Priesthood Revelation. Journal of Mormon History 17, S. 207–248 (42 Seiten, englisch).
- Newell G. Bringhurst: Saints, Slaves, and Blacks: The Changing Place of Black People Within Mormonism., Greenwood Press, Westport, Connecticut 1981, ISBN 0313227527 (254 Seiten, englisch).
- Connell O’Donovan:[95] The Mormon Priesthood Ban & Elder Q. Walker Lewis: An example for his more whiter brethren to follow. John Whitmer Historical Association, 2006 (50 Seiten, englisch).

### Apologetische Werke
- Armand L. Mauss: The LDS Church and the Race Issue: À Study in Misplaced Apologetics (englisch).
- Stephen R. Gibson: Was the “Revelation” Received in Response to Pressure? (englisch).
- Jeff Lindsay: Latter-day Saints (Mormons), Blacks, and the Issue of Race (englisch).
- Marcus H. Martins: All Are (Really) Alike Unto God: Personal Reflections on the 1978 Revelation, 2001 (englisch).
- Seth R. Payne: The Latter-day Saint Struggle with Blacks and the Priesthood. Yale Divinity School, 2006 (englisch)
- W. John Walsh: Are Mormons Prejudiced? (englisch).
- Marvin Perkins: Blacks and the Priesthood (englisch)

### Kritische Werke
- Christian Piette: L'Église mormone et les Noirs, 2005 (französisch).
- Jerald und Sandra Tanner: Curse of Cain? Racism in the Mormon Church. Utah Lighthouse Ministry, 2004 (126 Seiten, englisch).
- Jerald und Sandra Tanner: Blacks Receive LDS Priesthood. The Salt Lake City Messenger (englisch).
- Peter Elias: Blacks and the Priesthood in the Mormon Church. Trust The Truth Association, 1997 (englisch).
- Timothy Oliver: Residual Racism in Modern Mormonism. The Watchman Expositor, Vol. 15, No. 3, 1998 (englisch).
- Pioneer Bible Baptist Church: Mormonism – A Religion for White People (englisch).
- B. A. Robinson: Racism in the LDS church: A partial success story, 2002 (englisch).